# Buttsbury
Buttsbury – wieś w Anglii, w hrabstwie Essex, w dystrykcie Chelmsford. Leży 12 km na południowy zachód od miasta Chelmsford i 40 km na północny wschód od Londynu.